# Apteronotus magoi
Espèce
Apteronotus magoi est une espèce de poissons gymnotiformes de la famille des Apteronotidae. 

## Distribution
Cette espèce est endémique de Venezuela, elle ne se rencontre que dans le bassin du río Apure.

## Description
C'est un poisson électrique.

## Référence
- de Santana, Castillo & Taphorn, 2006 : Apteronotus magoi, a new species of ghost knifefish from the Río Orinoco basin, Venezuela (Gymnotiformes: Apteronotidae). Ichthyological Exploration of Freshwaters, vol. 17, n. 3, p. 275-280.